# Botrytis cinerea
Botrytis cinerea es un hongo patógeno de muchas especies vegetales siendo su hospedador económicamente más importante la vid. En viticultura se conoce comúnmente como  podredumbre noble; en horticultura normalmente se llama moho gris. Una forma de ataque, llamada podredumbre noble, ocurre cuando a unas condiciones de humedad le suceden otras de sequedad.
El nombre del género Botrytis se deriva del griego clásico botrys, racimo de uvas, por la organización de las esporas; el nombre de la especie procede del latín cinerea -us, cenicienta. El e se refiere al hongo por el nombre del anamórfico (forma asexual), porque la fase sexual raras veces se observa. El teleomórfico (forma sexual) es un ascomycete, Botryotinia fuckeliana (ver el cuadro taxonómico).

## Biología
Botrytis cinerea se caracteriza por los abundantes conidios (esporas asexuales) de forma oval en el extremo de conidióforos grises ramificados. El hongo además produce esclerocios altamente resistentes como formas de resistencia en cultivos viejos. Pasa el invierno en forma de esclerocio o como micelio intacto, ambas formas germinan en primavera para producir conidióforos. Los conidios se dispersan por el viento y la lluvia y causan nuevas infecciones.
Botrytis cinerea es considerado un hongo necrotrófico, es decir, que se alimenta y parasita el huésped produciendo toxinas y otros componentes que destruyen las células del huésped para de que de esta manera pueda alimentarse de los restos de las células muertas. A pesar de considerarse de forma general un hongo necrotrófico, investigaciones recientes han encontrado que algunas estirpes son capaces de infectar los tejidos del huésped sin destruir las células en lo que se cree que es una fase endotrófica.
Como dato interesante, este hongo es una de las pocas especies en las que se ha demostrado el silenciamiento de ARN entre reinos ("Cross-kingdom RNA silencing"), puesto que se ha encontrado que es capaz de producir pequeños ARNs capaces de transferirse a las células del huésped y, corrompiendo su maquinaria de silenciación, silenciar genes relacionados con su sistema inmune.
Se ha observado una considerable variabilidad genética en diferentes estirpes de Botrytis cinerea (poliploidía)
Gliocladium roseum es un parásito fúngico de Botrytis cinerea.

## Viticultura
En la infección de Botrytis conocida como podredumbre noble, (noble rot en inglés, pourriture noble en francés, o Edelfäule en alemán) el hongo elimina el agua de las uvas, dejando un alto porcentaje de sólidos, como azúcares, ácidos frutales y minerales. Esto da lugar a un producto final concentrado más intenso. Se dice frecuentemente que el vino tiene un aroma a madreselva y un final amargo en el paladar.
Botrytis complica la producción de vino haciendo la fermentación más compleja. Botrytis produce un antifúngico que mata a la levadura y con frecuencia detiene la fermentación antes de que el vino haya acumulado niveles suficientes de alcohol. Se conoce que viticultores de vinos dulces alemanes llevan cubas de vino fermentando a sus casas para mantener la levadura durante la noche para asegurar que el nivel de alcohol llega a los niveles mínimos legales para que el producto se pueda llamar vino.

## Horticultura

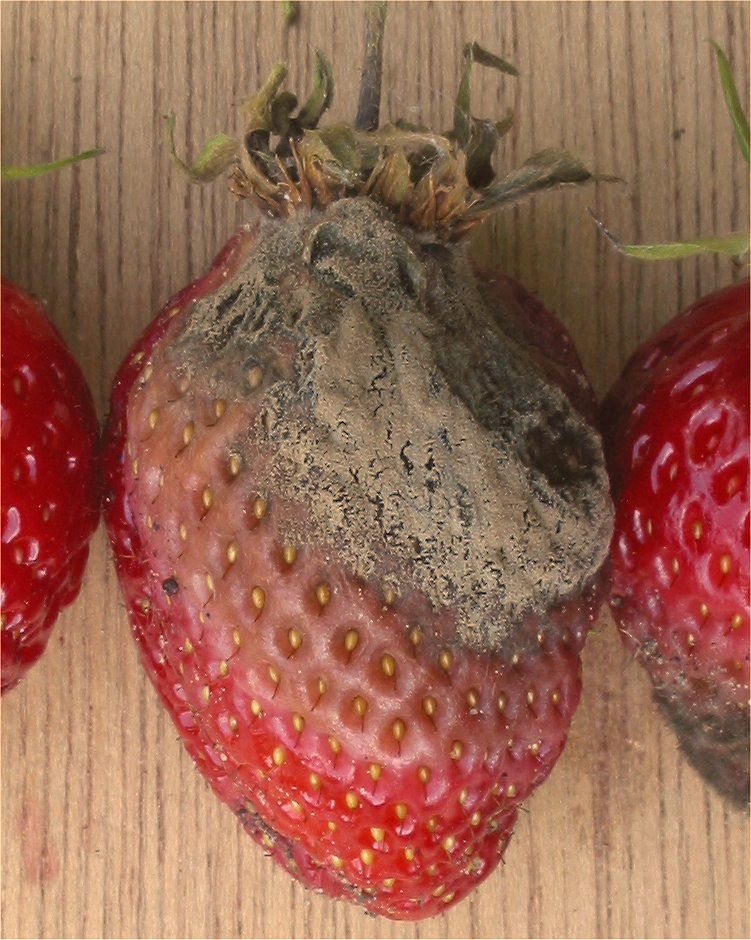

Botrytis cinerea afecta a muchas otras plantas. Es un hongo que afecta económicamente a diversos cultivos de importancia económica como las fresas y  las flores, especialmente la rosa, debido a cortes mal realizados. A diferencia de las uvas, las fresas afectadas no son comestibles y deben ser descartadas. Para minimizar la infección de los cultivos, debe haber buena ventilación para evitar que la humedad quede atrapada entre las hojas y el fruto. Esto se complementa elevando ligeramente las plantas de fresa del suelo usando paja, en vez de plantarlas directamente sobre el suelo.